# سانتياغو روزاريو
سانتياغو روزاريو (بالإنجليزية: Santiago Rosario)‏ هو لاعب كرة قاعدة أمريكي، ولد في 25 يوليو 1939 في Guayanilla, Puerto Rico ‏ في الولايات المتحدة، وتوفي بنفس المكان في 6 سبتمبر 2013.